# مايكل جيه. ستون
مايكل جيه. ستون (بالإنجليزية: Michael Jenifer Stone) (و. 1747 – 1812 م) هو سياسي، وقاضي أمريكي، توفي في مقاطعة تشارلز (ماريلاند)، عن عمر يناهز 65 عاماً.

## مناصب
تولى منصب عضو مجلس النواب الأمريكي
- عضو مجلس النواب لولاية ماريلند  [لغات أخرى]‏

.